# وایلد من فیشر
وایلد من فیشر (انگلیسی: Wild Man Fischer; ۶ نوامبر ۱۹۴۴ – ۱۶ ژوئن ۲۰۱۱) موسیقی‌دان خارج‌ازجریان (Outsider music) اهل ایالات متحده آمریکا بود. وی بین سال‌های ۱۹۶۸ تا ۱۹۸۴ میلادی فعالیت می‌کرد.